# Домедже-ди-Кадоре
Домедже-ди-Кадоре (итал. Domegge di Cadore) — коммуна в Италии, располагается в провинции Беллуно области Венеция.
Население составляет 2700 человек, плотность населения составляет 54 чел./км². Занимает площадь 50 км². Почтовый индекс — 32040. Телефонный код — 0435.
Покровителем коммуны почитается святой Георгий, празднование 23 апреля.